# Manuel Enrique Pérez Díaz
Manuel Enrique Pérez Díaz (Carabobo, Venezuela 6 de julio de 1912 - 31 de mayo de 1984) fue un guitarrista, compositor y profesor de música venezolano.

## Biografía
Manuel Enrique Pérez Díaz nació en Puerto Cabello, Carabobo, Venezuela el 6 de julio de 1912. Era nieto del pianista, compositor y director venezolano Sebastián Díaz Peña (1844-1926). Era el mayor de 5 hermanos, entre ellos, José Antonio Pérez Díaz, quien fue uno de los fundadores de Copei -y su primer Secretario General-, y Manuel Antonio Pérez Diaz  fue parte de la selección de fútbol de Caracas en los años cuarenta.
En 1928 se graduó de bachiller en el Liceo San José de los Teques. Ese mismo año empieza a estudiar medicina en la Universidad de los Andes en Mérida
En 1932 se inscribió en la cátedra fundada por Raul Borges en la Escuela de Música y Declamación.  
En septiembre de ese mismo año, regresó a Mérida para concluir sus estudios universitarios.
En 1935 abandonó definitivamente su carrera de medicina para dedicarse a la música. Ingresando nuevamente a la cátedra de guitarra. En la cátedra de guitarra se encontraban ya guitarristas   como Antonio Lauro, Flaminia Montenegro
Poco después bajo los auspicios de la compositora María Luisa Escobar, en ese entonces,  Presidente del Ateneo de Caracas conoció a los guitarristas Eduardo Serrano, Antonio Lauro  y Marco Tulio Maristany con quienes formó el cuarteto "Los Cantores del Trópico". Se presentaron en emisoras de radio y teatros, interpretando música nacional con una calidad y
factura hasta entonces desconocida, compitiendo con los conjuntos y cantantes extranjeros en voga,
que inundaban el naciente mercado musical con discos y películas sonoras. En los Cantores se
depositó la esperanza, entonces, de cambiar la «balanza musical» del país, como consta en
numerosísimas crónicas de la época.
1938 el grupo quedó reducido a trío ya que Eduardo Serrano se desincorpora del grupo por razones familiares.
En 1940 emprendieron una gira desde Maracay hasta Colombia también Argentina, Colombia, Ecuador, Perú y Chile.  En Lima, Manuel Enrique Pérez Díaz conoció a quien sería su esposa, Amalia Muñoz Davagnino (conocida posteriormente como Amalia Pérez Díaz), con quien se casó ese mismo año.
En 1941 regresó a Venezuela y poco después de grabar algunos discos la banda se desintegró.

## Compositor
A finales de 1941, Manuel Enrique Pérez Díaz y Antonio Lauro formaron un dúo de guitarra Clásica, con el cual hicieron varias presentaciones radiales. 
En 1942, hicieron su debut público en el Teatro Municipal de Caracas.
Ese mismo año, Pérez Díaz continuó ejecutando música popular integrando un dúo con su esposa Amalia, apropiadamente llamado “AMALIA Y MANOLO”. Este dueto desarrolla una intensa actividad artística hasta 1947, interpretando música criolla y latinoamericana por todo el continente. 
En 1950 colabora con sus composiciones de guitarra con el cantautor Alfredo Sadel. Juntos componen canciones venezolanas como "Serenata", "Anhelos", etc. Pérez Díaz incluso le enseñó a Alfredo Sadel técnicas de canto y le acompañó con su guitarra en varias oportunidades.

## Maestro
En 1960 empezó a enseñar la cátedra de guitarra en la Escuela Superior de Música   al retirarse Raul Borges. Donde le enseñó a alumnos como Francisco Zapata Bello, Alexandro Rodríguez, Juan Luis Torres, Leopoldo Igarza, Alejandro Bruzual y Felipe Montagutelli.
En 1962 fue designado director de la Escuela Nacional de Folklore la cual él mismo transformó en la  actual Escuela de Música Lino Gallardo. cuando por persecuciones políticas fue hecho preso su fundador, el folklorista Francisco Carreño. Poco a poco, equipó la escuela y cambió el perfil educativo hacia los estudios clásicos, aunque sin perder sus vínculos populares. Se crearon cátedras (incorporando la guitarra de concierto) y se dio carácter formal a la enseñanza. Allí recibiría a su más relevante discípulo, Ricardo (Fernández) Iznaola, y a numerosos guitarristas que no solamente se desarrollarían en el ámbito clásico, lo que demuestra su apertura pedagógica.
Permaneció en la docencia por más de 20 años hasta el año 1983. Fallece el 31 de mayo de 1984.